# Beach 90th Street
Beach 90th Street – stacja metra nowojorskiego, na linii A i S. Znajduje się w dzielnicy Queens, w Nowym Jorku i zlokalizowana jest pomiędzy stacjami Broad Channel i Beach 98th Street. Została otwarta 28 czerwca 1956.